# U-774
| U-774                      | U-774                                                          | U-774                                                          |
| -------------------------- | -------------------------------------------------------------- | -------------------------------------------------------------- |
|                            |                                                                |                                                                |
|                            |                                                                |                                                                |
|                            |                                                                |                                                                |
| Під прапором               | Третій рейх                                                    | Третій рейх                                                    |
| Спуск на воду              | 23 грудня 1943 року                                            | 23 грудня 1943 року                                            |
| Виведений зі складу флоту  | 8 квітня 1945 року                                             | 8 квітня 1945 року                                             |
| Сучасний статус            | затоплений                                                     | затоплений                                                     |
| Проєкт                     |                                                                |                                                                |
| Тип ПЧ                     | Торпедний ДПЧ                                                  | Торпедний ДПЧ                                                  |
| Основні характеристики     |                                                                |                                                                |
| Швидкість (надводна)       | 17,7 вузлів                                                    | 17,7 вузлів                                                    |
| Швидкість (підводна)       | 7,6 вузлів                                                     | 7,6 вузлів                                                     |
| Робоча глибина занурення   | 100 м                                                          | 100 м                                                          |
| Гранична глибина занурення | 220 м                                                          | 220 м                                                          |
| Екіпаж                     | 44 осіб                                                        | 44 осіб                                                        |
| Розміри                    |                                                                |                                                                |
| Довжина найбільша (по КВЛ) | 67,1 м                                                         | 67,1 м                                                         |
| Ширина корпусу найб.       | 6,2 м                                                          | 6,2 м                                                          |
| Висота                     | 9,6 м                                                          | 9,6 м                                                          |
| Середня осадка (по КВЛ)    | 4,70 м                                                         | 4,70 м                                                         |
| Водотоннажність надводна   | 769 т                                                          | 769 т                                                          |
| Озброєння                  |                                                                |                                                                |
| Артилерія                  | одна палубна гармата калібру 88-мм, одна 20-мм зенітна гармата | одна палубна гармата калібру 88-мм, одна 20-мм зенітна гармата |
| Торпедно- мінне озброєння  | 4 носових і один кормовий ТА. 14 торпед                        | 4 носових і один кормовий ТА. 14 торпед                        |

U-774 — німецький підводний човен типу VIIC, часів  Другої світової війни.
Замовлення на будівництво човна було віддане 21 листопада 1940 року. Човен був закладений на верфі суднобудівної компанії «Kriegsmarinewerft», у Вільгельмсгафені 17 грудня 1942 року під заводським номером 157, спущений на воду 23 грудня 1943 року, 17 лютого 1944 року увійшов до складу 31-ї флотилії. Також за час служби перебував у складі 11-ї флотилії.
Човен зробив 1 бойовий похід, у якому не потопив та не пошкодив жодного судна.
8 квітня 1945 року потоплений в Північній Атлантиці південно-західніше Ірландії (49°58′ пн. ш. 11°51′ зх. д. / 49.967° пн. ш. 11.850° зх. д.) глибинними бомбами британських фрегатів «Калдер» і «Бентінк». Всі 44 члени екіпажу загинули.

## Командири
- Оберлейтенант-цур-зее Йоганн Бутт'єр (17 лютого — 8 жовтня 1944)
- Капітан-лейтенант Вернер Заусмікат (9 жовтня 1944 — 8 квітня 1945)